# Hugo Lahtinen
Hugo Jalmari Lahtinen (ur. 29 listopada 1891 w Tampere, zm. 29 grudnia 1977 tamże) – fiński lekkoatleta (wieloboista i skoczek w dal), medalista olimpijski z 1920.
Zdobył brązowy medal w pięcioboju lekkoatletycznym na igrzyskach olimpijskich w 1920 w Antwerpii, za swym rodakiem Eero Lehtonenem i Amerykaninem Everettem Bradleyem. Startował również w skoku w dal, w którym zajął 19. miejsce w eliminacjach i nie wszedł do finału oraz w dziesięcioboju, którego nie ukończył. Na kolejnych igrzyskach olimpijskich w 1924 w Paryżu zajął 6. miejsce w pięcioboju.